# Esteban Abada
Esteban Abada (Saravia, 15 maart 1896 - New York, 17 december 1954) was een Filipijns politicus en topfunctionaris. 

## Biografie
Esteban Abada werd geboren op 15 maart 1896 in Seravia, het tegenwoordige Enrique B. Magalona in de Filipijnse provincie Negros Occidental. Zijn ouders waren Jeronimo Abada en Petra Jereza. Na de lagere school in Kabankalan voltooide hij in 1915 de Philippine Normal School. Na zijn afstuderen was hij bijna een jaar werkzaam als leraar op een lagere school, waarna in 1916 werd aangesteld als schoolhoofd. Vanaf 1917 was Abada supervising teacher totdat hij in september 1919 op kosten van de Filipijnse overheid naar de Verenigde Staten vertrok voor een vervolgopleiding. Daar voltooide hij in 1922 een Bachelor of Arts-opleiding aan de University of Michigan. Na terugkeer in de Filipijnen was Abada tot 1924 leraar op een middelbare school in Bacolod, schoolhoofd van de Zambales High School (1924-1925) en van de Batangas High School (1925-1926) en de Pangasinan Academic High School (1926-1927). Nadien was hij werkzaam als Schoolsuperintendent in Zambales, Capiz en Tarlac. In 1939 werd Abada aangesteld als Administrative Officer bij het Bureau of Public Schools. 
Na de Tweede Wereldoorlog werd Abada in 1946 door president Manuel Roxas benoemd tot Director of Public Schools en in 1948 werd hij benoemd tot onderminister van onderwijs. Het jaar erna werd Abada bij de verkiezingen van 1949 namens de Liberal Party met het op een na hoogste aantal stemmen gekozen in de Senaat van de Filipijnen. Ook in de Senaat lag zijn focus op het gebied van onderwijs. Zo was hij voorzitter van de Senaatscommissie voor onderwijs en initieerde diverse wetten ten behoeve van het onderwijs in de Filipijnen. Van maart tot mei 1952 was Abada Senaatspresident Pro-Tempore. In zijn periode als senator was hij op enig moment tevens lid van de Filipijnse delegatie  bij de Algemene Vergadering van de Verenigde Naties.
Esteban Abada overleed in 1954 nog voor het einde van zijn termijn als senator op 58-jarige leeftijd in New York. Hij was daarnaartoe gereisd was voor een medische behandeling. Hij was getrouwd met Purificacion Morente kreeg met haar twee kinderen. De Esteban Abada Elementary School in Quezon City en de Esteban Abada High School in Sampaloc (Manilla) zijn naar hem vernoemd.